# PGC 1928371
LEDA/PGC 1928371 ist eine Galaxie im Sternbild Coma Berenices am Nordsternhimmel. Sie ist schätzungsweise 2,5 Milliarden Lichtjahre von der Milchstraße entfernt. Im selben Himmelsareal befinden sich u. a. die Galaxien NGC 5041, NGC 5056, NGC 5057, NGC 5065.